# BMW M3
BMW M3 er topmodellen i BMW 3-serien. 
Den blev introduceret i 1986, og er siden blevet fornyet i 1992, 2000 og 2008 og 2014
Den kunne fås med sedan-, coupé- og cabriolet-karrosseri, indtil 2014 hvor coupeen og cabrioleten er blevet til M4-serien.

## E30

### Specifikationer
| Model | Cylindre | Ventiler | Effekt          | 0-100 km/t | Topfart  |
| ----- | -------- | -------- | --------------- | ---------- | -------- |
| 2.3   | R4       | 16       | 143 kW (194 hk) | 7,5 sek.   | 235 km/t |
| 2.3   | R4       | 16       | 158 kW (215 hk) | 7,0 sek.   | 240 km/t |
| 2.5   | R4       | 16       | 175 kW (238 hk) | 6,2 sek.   | 248 km/t |

## E36

### Specifikationer
| Model  | Cylindre | Ventiler | Slagvolumen      | Effekt / omdr.         | Moment / omdr. | 0-100 km/t | Topfart           | Årgang(e) |
| ------ | -------- | -------- | ---------------- | ---------------------- | -------------- | ---------- | ----------------- | --------- |
| M3 3.0 | R6       | 24       | 3 L (2990 cm³)   | 210 kW (285 hk) / 7000 | 320 Nm / 3600  | 5,9 sek.   | 250 / 274 km/t ** | 1992−1996 |
| M3 GT  | R6       | 24       | 3 L (2990 cm³)   | 217 kW (295 hk) / 7000 | 323 Nm / 3900  | 5,8 sek.   | 250 km/t*         | 1994−1995 |
| M3 3.2 | R6       | 24       | 3,2 L (3201 cm³) | 236 kW (321 hk) / 7400 | 350 Nm / 3250  | 5,5 sek.   | 250 km/t*         | 1996−1999 |

- elektronisk begrænset
- 1992-1994 elektronisk begrænset til 274 km/t.

## E46

### Specifikationer
| Model  | Cylindre | Ventiler | Slagvolumen      | Effekt / omdr.         | Moment / omdr. | 0-100 km/t | Topfart   | Årgang(e) |
| ------ | -------- | -------- | ---------------- | ---------------------- | -------------- | ---------- | --------- | --------- |
| M3     | R6       | 24       | 3,2 L (3246 cm³) | 252 kW (342 hk) / 7900 | 365 Nm / 4900  | 5,1 sek.   | 250 km/t* | 2000−2006 |
| M3 GTR | V8       | 32       | 4 L (3997 cm³)   | 258 kW (351 hk) / 7250 | 365 Nm / 5000  | 4,6 sek.   | 250 km/t* |           |

- elektronisk begrænset

## E92 M3

### Specifikationer
| Model | Cylindre | Ventiler | Slagvolumen    | Effekt / omdr.         | Moment / omdr. | 0-100 km/t | Topfart   | Årgang(e) |
| ----- | -------- | -------- | -------------- | ---------------------- | -------------- | ---------- | --------- | --------- |
| M3    | V8       | 32       | 4 L (3999 cm³) | 309 kW (420 hk) / 8300 | 400 Nm / 3900  | 4,8 sek.   | 250 km/t* | 2008−nu   |

- elektronisk begrænset